# Plumville
Plumville es un borough ubicado en el condado de Indiana en el estado estadounidense de Pensilvania. En el año 2000 tenía una población de 342 habitantes y una densidad poblacional de 260 personas por km².

## Geografía
Plumville se encuentra ubicado en las coordenadas 40°47′38″N 79°10′49″O / 40.79389, -79.18028.

## Demografía
Según la Oficina del Censo en 2000 los ingresos medios por hogar en la localidad eran de $26,964 y los ingresos medios por familia eran $28,125. Los hombres tenían unos ingresos medios de $23,125 frente a los $20,625 para las mujeres. La renta per cápita para la localidad era de $12,048. Alrededor del 16.6% de la población estaba por debajo del umbral de pobreza.